# Urosalpinx perrugata
Urosalpinx perrugata är en snäckart som först beskrevs av Conrad 1846.  Urosalpinx perrugata ingår i släktet Urosalpinx och familjen purpursnäckor. Inga underarter finns listade i Catalogue of Life.